# Spectral Mornings
| 전문가 평가 | 전문가 평가 |
| 평가 점수   | 평가 점수   |
| 출처        | 점수        |
| ----------- | ----------- |
| Allmusic    | [ 1 ]       |

《Spectrum Mornings》는 1979년 5월, 카리스마 레코드에서 발매된 영국의 기타리스트이자 작곡가인 스티브 해킷의 세 번째 스튜디오 음반이다. 많은 해킷 팬들이 "클래식 라인업"으로 여기는 그의 투어링 밴드 멤버들이 피처링한 것은 이번이 처음이다. 음악가는 그의 동생 존 해킷, 닉 매그너스, 딕 캐드베리, 존 시어러, 피트 힉스이다.
2005년, 《Spectral Mornings》는 리마스터링되어 버진 레코드에서 재발매되었다. 새로운 에디션은 업데이트된 라이너 노트와 보너스 트랙을 특징으로 한다. 스티븐 윌슨이 만든 음반의 새로운 5.1 서라운드 믹스는 해킷의 2015년 컴필레이션 박스 세트인 《Premonitions: The Charisma Recordings 1975–1983》에 포함되어 있다. 2015년, 해킷은 재녹음된 버전인 《Spectral Mornings 2015》에 참여하여 빅 빅 트레인의 데이비드 롱던이 작사하고 마젠타의 롱던과 크리스티나 부스가 노래했다. 발매된 트랙의 수익금은 파킨슨 소사이어티 UK로 돌아갔다.

## 배경
1978년 그의 이전 음반인 《Please Don't Touch!》의 발매 이후, 해킷은 그의 이전 솔로 음반인 《Voyage of the Acolyte》의 수록곡과 함께 음반의 수록곡들을 투어하고 싶었다. 이것은 《Please Don't Touch!》의 멤버들이 본질적으로 객원 음악가들로 구성되어 있었기 때문에 그가 투어 밴드를 구성할 필요가 있었다는 것을 의미했다. 이 목적을 위해 그가 만든 밴드는 《Spectrum Mornings》와 다음 음반인 1980년 《Defector》에서 그가 사용했던 밴드가 되었다.

## 곡 목록
모든 곡들은 스티브 해킷에 의해 작사/작곡하였다.
| #  | 제목                                           | 재생 시간 |
| -- | ---------------------------------------------- | --------- |
| 1. | 〈Every Day〉                                  | 4:05      |
| 2. | 〈The Virgin and the Gypsy〉                   | 3:11      |
| 3. | 〈The Red Flower of Tachai Blooms Everywhere〉 | 5:07      |
| 4. | 〈Clocks - The Angel of Mons〉                 | 2:13      |
| 5. | 〈The Ballad of the Decomposing Man〉          | 4:38      |

| #  | 제목                     | 재생 시간 |
| -- | ------------------------ | --------- |
| 1. | 〈Lost Time in Córdoba〉 | 4:03      |
| 2. | 〈Tigermoth〉            | 7:35      |
| 3. | 〈Spectral Mornings〉    | 6:33      |